# Michael Grimm (Politiker)

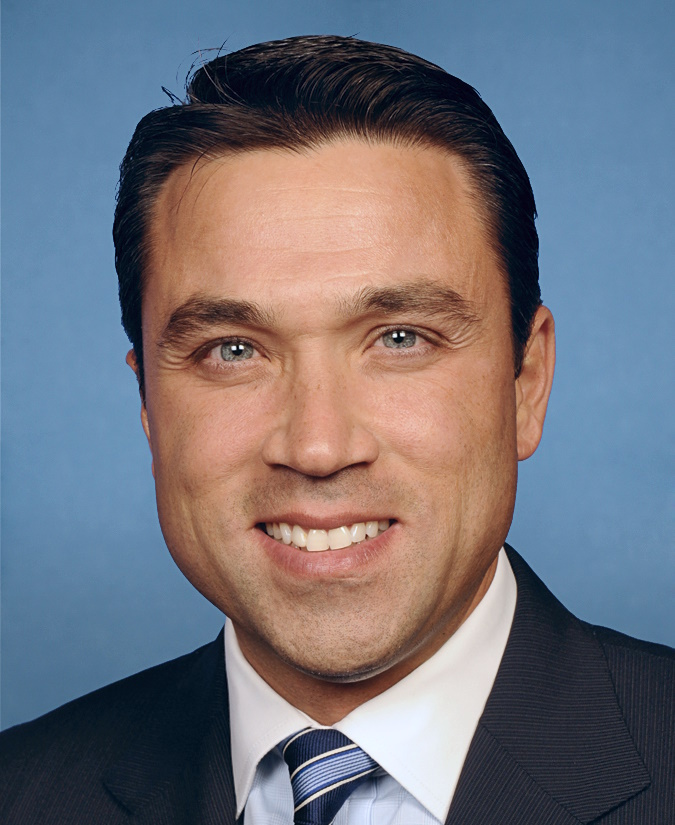
Michael Grimm (2011)

Michael Gerard Grimm (* 7. Februar 1970 in New York City) ist ein US-amerikanischer Politiker der Republikanischen Partei. Zwischen 2011 und 2015 vertrat er den Bundesstaat New York im US-Repräsentantenhaus. Er bewarb sich 2018 erneut um sein früheres Mandat verlor die Vorwahlen der Republikanischen Partei am 26. Juni 2018 gegen den Dan Donovan mit 36 % zu 64 % der Stimmen.

## Werdegang
Michael Grimm besuchte bis 1988 die Archbishop Molly High School in Briarwood, einem Stadtviertel von Queens. Zwischen 1989 und 1997 diente er im Marine Corps. Dabei war er während des Zweiten Golfkrieges im Irak eingesetzt. Noch während seiner Militärzeit absolvierte er im Jahr 1994 das Baruch College, das zur City University of New York gehört. Im Jahr 2002 beendete er ein Jurastudium an der New York Law School. Zwischen 1997 und 2006 arbeitete Grimm für das FBI. Danach war er als privater Geschäftsmann tätig. Er betrieb ein Restaurant und war Mitbesitzer einer Transportfirma.
Bei der Wahl des Jahres 2010 wurde Grimm im 13. Kongresswahlbezirk des Bundesstaats New York in das US-Repräsentantenhaus in Washington, D.C. gewählt, wo er am 3. Januar 2011 die Nachfolge des ihm zuvor unterlegenen Demokraten Michael McMahon antrat. Er war Mitglied im Finanzausschuss sowie in zwei Unterausschüssen. Außerdem gehörte er vier Congressional Caucuses an. 
Nach einer Umstrukturierung der Wahlbezirke infolge des United States Census 2010 wurde Grimms bisheriger 13. Kongresswahlbezirk weitgehend flächengleich zum 11. Kongresswahlbezirk umbenannt, der Staten Island und südliche Teile von Brooklyn umfasst. Grimm trat deshalb bei der Wahl 2012 im neuen 11. Bezirk an und setzte sich mit 53 zu 46 Prozent der Stimmen gegen den Demokraten Mark Murphy durch. Daher vertrat Grimm ab dem 3. Januar 2013 den 11. Kongresswahlbezirk seines Staates.
Im April 2014 erhoben Bundesbehörden eine 20 Punkte umfassende Anklage gegen Grimm wegen Betrugs, Steuerdelikten und Meineids. Vor Gericht begann das Verfahren gegen Grimm im Dezember 2014, also nach den Halbzeitwahlen des Jahres im November, bei denen Grimm die Wiederwahl gewonnen hatte. Am 5. Januar 2015 legte Grimm sein Mandat im Kongress nieder, am 15. Juli des gleichen Jahres wurde er, nachdem er einen Fall des Steuerbetrugs vor seiner Abgeordnetenzeit gestanden hatte, zu acht Monaten Freiheitsstrafe verurteilt.
Siebzehn Monate nach seiner Haftentlassung und nach Zahlung einer Buße von 139.000 Dollar kündigte Grimm Ende September 2017 an, sich in der Vorwahl der Republikaner wieder um seinen früheren Sitz im Repräsentantenhaus zu bewerben, den sein Parteifreund Dan Donovan innehat. Sollte er sich durchsetzen, würde er im November 2018 wieder zur Hauptwahl antreten. Grimm wurde dabei unterstützt von seinem Mentor, dem früheren Kongressabgeordneten Guy Molinari, und dem früheren Berater Donald Trumps, Stephen Bannon, der seit August 2017 wieder das rechtspopulistische Breitbart News Network leitet und „Anti-Establishment“-Kandidaten fördert. Er unterlag jedoch in der Vorwahl der Republikaner dem Amtsinhaber Donovan.
2025 wurde Grimm von Donald Trump für seine Steuer- und Betrugsstraftaten begnadigt.